# Back 2 tha Clap
Back 2 tha Clap je studiové album amerického rappera vystupujícího pod jménem Kokane. Vydala jej společnost SMC Recordings dne 18. července 2006 a producenty desky byli Mont „Rock“ Malone a Fingazz. Dále se na albu podíleli například KMG the Illustrator, Kurupt, Prodigy a 40 Glocc.
Velšský hudebník a skladatel John Cale prohlásil, že by rád album slyšel celé naživo. Vyzdvihoval silné téma alba, jímž byl Hurikán Katrina.

## Seznam skladeb
1. „Intro“
2. „Back 2 Tha Clap“
3. „The Streets are Callin'“
4. „Straight Coats“
5. „Sucka Sandwiches“
6. „Gangsta'd Up“
7. „If It's All the Same“
8. „Baby Boo“
9. „Hard Timin'“
10. „Lil' Homiez“
11. „Bienvenidos a California“
12. „The Monkey Was Funky“
13. „Can't Funk-Shun“
14. „When It Rains It Pours“